# Karabin maszynowy Zastava M72
Zastava M72 – jugosłowiański ręczny karabin maszynowy kalibru 7,62 mm, odpowiednik RPK. Pierwsza produkowana w Jugosławii pochodna AKM.

## Historia
W połowie lat 60. w Jugosławii uruchomiono produkcję karabinu szturmowego AK. Na przełomie lat 60. i 70. rozpoczęto produkcję zmodyfikowanej wersji jugosłowiańskiego AK oznaczonej jako Zastava M70. Następną jugosłowiańską bronią należącą do rodziny AK była Zastava M72. W odróżnieniu od wcześniejszych konstrukcji był to ręczny karabin maszynowy, odpowiednik RPK. Podobnie jak on miał on tłoczoną komorę zamkową i opóźniacz zmniejszający szybkostrzelność teoretyczną, ale w odróżnieniu od broni radzieckiej miał standardową kolbę przejętą z karabinu szturmowego Zastava M70. Lufa dłuższa niż w karabinie szturmowym, miała na odcinku od łoża do komory gazowej żebra ułatwiające chłodzenie.
W 1972 roku Zavodi Crvena Zastava rozpoczęły produkcję karabinu Zastava M70B (zmodyfikowana wersja licencyjna kb AKM). W związku z tym opracowano wersję rkm-u Zastava M72 zbudowaną z wykorzystaniem komory zamkowej i innych podzespołów tej broni (odmienna była lufa, kolba, łoże i celownik). Otrzymała ona nazwę Zastava M72B1 i oznaczenie wojskowe puškomitraljez vzor 72B1. Poza wersją z kolbą stałą uruchomiono także produkcję wersji z kolbą składaną pod spód broni oznaczoną jako Zastava M72AB1. W 1978 roku produkcję licencyjna obu wersji rkm-u M72B1 uruchomiono w Iraku (pod oznaczeniem Al-Quds).

## Opis
Zastava M72 jest bronią samoczynno-samopowtarzalną. Automatyka broni działa na zasadzie odprowadzania gazów prochowych z długim skokiem tłoka gazowego. Zamek ryglowany przez obrót (2 rygle). Rękojeść przeładowania po prawej stronie broni, związana z suwadłem. Mechanizm spustowy z przełącznikiem rodzaju ognia. Skrzydełko bezpiecznika/przełącznika rodzaju ognia po prawej stronie komory zamkowej w pozycji zabezpieczonej zasłania wycięcie w którym porusza się rękojeść przeładowania. Magazynki 30 nabojowe, łukowe i 75 nabojowe, bębnowe, wymienne z 30 nabojowymi magazynkami AK-47. Kolba stała lub składana pod spód broni. Przyrządy celownicze mechaniczne, składają się z muszki i celownika krzywkowego. Zastava M72 wyposażona jest w dwójnóg.